# Бандолеро!
„Бандолеро!“ (на английски: Bandolero!) е американски уестърн за от 1968 година на режисьора Андрю Маклаглън.

## Сюжет
Бишъп (Дийн Мартин) и бандата му са заловени и осъдени на смърт чрез обесване. Преструвайки се на очаквания палач, Мейс (Джеймс Стюарт) пристига в градчето, с намерението да отърве от бесилката бандата разбойници, сред които е и брат му. Мейс настойчиво убеждава брат си да се откаже от престъпността. При бягството си отвличат вдовицата Мария Стоунър (Ракел Уелч). Шерифът (Джордж Кенеди) преследва братята отвъд границата с Мексико, дълбоко в територията на Бандолерос. След обрат на събитията, преследвачи и преследвани обединяват сили срещу шайка мексикански бандити.

## В ролите
| Актьор        | Роля                  |
| ------------- | --------------------- |
| Джеймс Стюарт | Мейс Бишъп            |
| Дийн Мартин   | Дий Бишъп             |
| Ракел Уелч    | Мария Стоунър         |
| Джордж Кенеди | Шериф Джулай Джонсън  |
| Андрю Прайн   | Заместник-шериф Роско |
| Уил Гиър      | Поп Чейни             |
| Клинт Ричи    | Бейб Дженкинс         |
| Денвър Пайл   | Мънси Картър          |